# 95474 Andreajbarbieri
95474 Andreajbarbieri este un asteroid din centura principală de asteroizi.

## Descriere
95474 Andreajbarbieri este un asteroid din centura principală de asteroizi. A fost descoperit pe 10 martie 2002 la Cima Ekar în cadrul programului Asiago-DLR Asteroid Survey. Asteroidul prezintă o orbită caracterizată de o semiaxă mare de 2,65 ua, o excentricitate de 0,18 și o înclinație de 3,4° în raport cu ecliptica.